# Ministerio de Agricultura y Pesca de Benín
El Ministerio de Agricultura, Ganadería y Pesca (en francés: Ministre de l'Agriculture, de l'Élevage et de la Pêche) es el departamento ministerial del gobierno de Benín. Su sede se encuentra en el barrio de Haie Vive, en el distrito 12 de Cotonú.

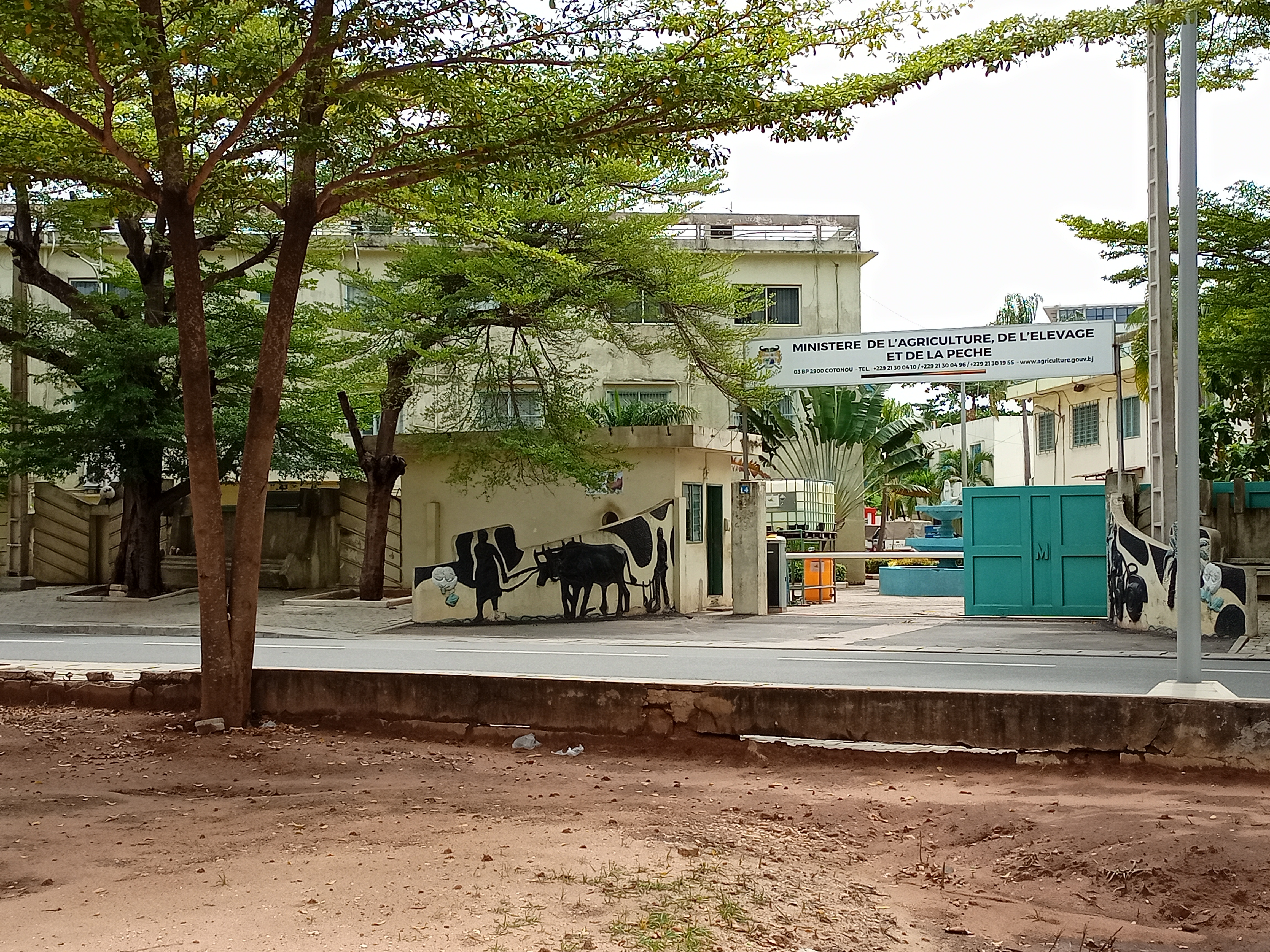
Entrada al ministerio.

 Su actual responsable es Gastón Dossouhoui.

## Histórico
Este ministerio fue creado en 1962. El ministerio está dirigido por un ministro, miembro del gobierno beninés. ; su sede está situada en el barrio de Haie Vive, en la carretera del aeropuerto, en el distrito 12 de Cotonú .
El Ministerio es responsable de la implementación de la política agrícola, pesquera, forestal y alimentaria.
En 2024 puso en marcha la contratación de 225 agentes forestales.